# Frīdrihs Grosvalds
Frīdrihs Grosvalds (* 13. Dezember 1850 in Viļķenes, Kreis Wolmar, Gouvernement Livland; † 1924) war ein lettischer und russischer Jurist.

## Leben
Grosvalds lernte am Gymnasium Riga und studierte an der Universität Tartu. Danach absolvierte er 1875 das Studium der Rechtswissenschaft an der  Universität Sankt Petersburg. Er arbeitete im Justizministerium Russlands in Sankt Petersburg. Danach war er ab 1878 Gerichtsbeamter in Riga. Ab 1901 arbeitete er an der Duma Riga und war von 1912 bis 1918 Mitglied der Duma.  1906 war er Deputat der  Staatsduma.
Von 1919 bis 1924 war er lettischer Botschafter in Schweden. Danach war er Rechtsanwalt. 